# Ropica pedongensis
Ropica pedongensis är en skalbaggsart som beskrevs av Stefan von Breuning 1968. Ropica pedongensis ingår i släktet Ropica och familjen långhorningar. Inga underarter finns listade i Catalogue of Life.